# MPEG
إم بي إي جي MPEG اختصارا لعبارة «مجموعة خبراء الصور المتحركة» (Moving Pictures Expert Group) هي مجموعة من المعايير لضغط مقاطع الفيديو و الأصوات الرقمية طورت في معهد فراونهوفر بأرلانغن قرب نورنبرغ في ألمانيا. ومن ضمن هذه المعايير التي قامت بتطويرها MPEG هي MPEG1 وMPEG2 وMPEG4 وMPEG2 Level3 أو ما يعرف ب MP4.
و تستخدم إم بي إي جي خوارزميات ضغط غير متناظرة؛ حيث أن الجهد اللازم للتشفير يفوق بكثير الجهد اللازم لفكه.
و ينقسم التشفير إلى قسمين في إم بي إي جي قسم يدعى Intra Frame Coding وهو تشفير كل صورة من صور الفيديو، ويشبه إلى حد بعيد عمل خوارزمية جايباغ. أما القسم الثاني فيسمى Inter Frame Codingو هو تشفير يعتمد على التكرار الزمني أي العلاقة بين صور مختلفة.